# 嵯峨嵐山文華館
嵯峨嵐山文華館（さがあらしやまぶんかかん）は京都市右京区にある、公益財団法人小倉百人一首文化財団が運営する、小倉百人一首や日本画をはじめとする京都ゆかりの芸術・文化を展示、振興するための施設。
2006年1月から2017年3月まで営業していた百人一首ミュージアム「百人一首殿堂 時雨殿」を改装し、2018年11月1日に「嵯峨嵐山文華館」としてリニューアルオープンした。藤原定家が百人一首を撰んだ地、小倉山の麓、嵐山の渡月橋の近くに位置する。

## 施設概要
前身の「時雨殿」は、運営財団の理事長を務めていた任天堂元社長の山内溥の私財を投じて建設された施設であったが、2012年のリニューアルを機に財団役員から任天堂関係者がいなくなり、京都商工会議所や神社、仏閣等の地元関係者が多くを占めるようになった。
2017年さらに財団は入れ替わり、アイフル株式会社会長の福田吉孝が理事長に就任。1年間の改装工事を経て、2018年11月「嵯峨嵐山文華館」としてリニューアルオープンした。
建物は1階・2階共に展示スペースとなっており、1階は常設展示「百人一首ヒストリー」と企画展スペース、2階は企画展を開催する120畳の畳ギャラリーとなっている。日本の美術品・工芸品は本来、畳に座って見るものであることから、敢えて作品の位置が低い展示ケースを採用した。競技かるたや講演会などのイベントも畳ギャラリーで開催される。
常設展示「百人一首ヒストリー」では、江戸時代の歌仙絵を題材とした歌仙人形100体を展示し、日本語と英語で百人一首を味わうことができる。また、藤原定家にはじまり、漫画「ちはやふる」により人気に火がついた競技かるたに至るまでの百人一首の歴史を、財団の所蔵品を用いて解説している。
競技かるたのルールを説明する動画コーナーもある。
企画展は年4回開催され、オープニングを記念した特別展では、嵐山を描いた絵画や嵐山に住んだ画家である竹内栖鳳や富田渓仙らの作品が展示されている。
中でも江戸時代の画家である矢野夜潮の「高雄秋景・嵐山春景図屏風」は新しく発見されたもので、オープンに合わせて初公開された。
近隣の福田美術館は年に1〜2回、共同開催の企画展を行うことがあり、両館共通券も販売している。
入口が二カ所あり、庭園側の入口からはカフェ「嵐山OMOKAGEテラス」に直接入ることができる。カフェのみの利用も可能である。

## 沿革
- 2006年1月27日、「時雨殿」として開館。
- 2011年4月1日より、設備の耐用年数経過のため一時休館。
- 2011年7月26日開催の京都商工会議所通常議員総会にて、2011年9月からの館内改修工事、および2012年3月の再開館予定が発表された。
- 2012年3月17日より、設備を改装しリニューアルオープン。
- 2017年3月21日より、大規模改装工事のため休館。
- 2018年11月1日より、「嵯峨嵐山文華館」としてリニューアルオープン。

### 所在地
京都府京都市右京区嵯峨天龍寺芒ノ馬場町11

### 近隣情報
- 福田美術館
- 天龍寺
- 宝厳院
- 渡月橋
- 京都・嵐山花灯路